# Hands Up (пісня Ллойда Бенкса)
«Hands Up» — другий сингл репера Lloyd Banks з його другого студійного альбому Rotten Apple. Приспів виконує 50 Cent. Пісня також входить до саундтреку відеогри Saints Row 2.

## Відеокліп
Прем'єра відео відбулась на каналі BET. 50 Cent, Тоні Єйо та Mobb Deep з'явились у кліпі. Відео зняли на старому складі, який перетворили на клуб. Кліп став приступним для завантаження на iTunes 28 липня 2006.

## Чартові позиції
| Чарт (2006)              | Найвища позиція |
| ------------------------ | --------------- |
| Велика Британія          | 43              |
| Європа                   | 47              |
| США                      | 84              |
| US Hot Rap Songs         | 15              |
| US Hot R&B/Hip-Hop Songs | 30              |
| US Pop 100               | 91              |